# Invigningsceremonin vid olympiska sommarspelen 2016

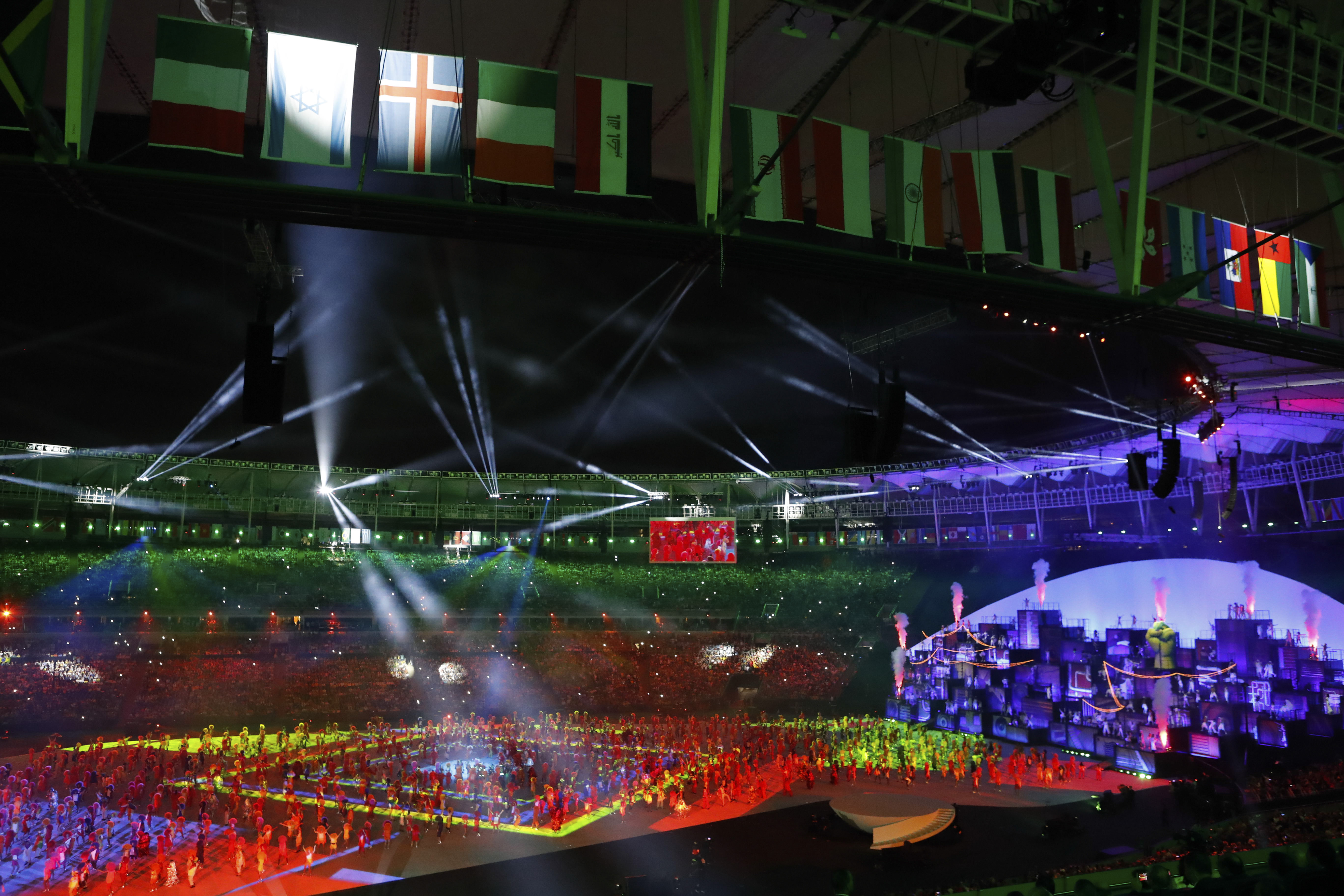
Från OS-invigningen 2016.

Invigningsceremonin vid olympiska sommarspelen 2016 inleddes den 5 augusti klockan 20:00 lokal tid (UTC 23:00, svensk tid 01:00) i Maracanãstadion i Rio de Janeiro, Brasilien. OS-elden tändes av Vanderlei de Lima
Ceremonin innehöll välkomsttal, alla länders paradering med fanbärare samt olika festligheter, upptåg och framträdanden. Regissörer av ceremonin var Fernando Meirelles, Daniela Thomas och Andrucha Waddington.
För Brasilien var Yane Marques (modern femkamp) fanbärare och för Sverige var det Therese Alshammar.